# Фіялка донська
Фія́лка донська́, фіа́лка донська́ (Viola tanaitica) — вид рослин з родини фіалкових, поширений у Молдові, Україні, Росії.

## Опис
Багаторічна рослина 10–20 см. Прилистки ланцетні, зубчасті або коротко-бахромчасті, до 15 мм завдовжки. Квітки фіолетові, 15–20 мм в діаметрі; шпора 4–6 мм довжиною, бліда.

## Поширення
Поширений у Молдові, Україні, Росії.
В Україні вид зростає у лісах, переважно дубових — в Лісостепу, Степу зазвичай; в гірському Криму рідко.